# Ryuichi Dogaki
Ryuichi Dogaki (født 8. januar 1988) er en tidligere japansk fodboldspiller.
Han har spillet for flere forskellige klubber i sin karriere, herunder Cerezo Osaka.